# I Have Questions
I Have Questions è un brano musicale della cantante statunitense Camila Cabello, la tredicesima traccia inclusa nell'edizione giapponese del suo album in studio di debutto Camila. La canzone è stata pubblicata il 22 maggio 2017, in concomitanza con Crying in the Club, singolo di debutto della cantante, nel cui video musicale è inclusa una parte.

## Descrizione
Il testo di I Have Questions si concentra sull'abbandono da parte di un partner amoroso e sull'accettazione del fatto che quest'ultimo non sia la persona che vuole far credere di essere. Camila ha affermato in un'intervista di aver scritto questo brano non pensando ad un amante, ma dedicandolo a varie amicizie che l'hanno delusa.

## Esibizioni dal vivo
Camila ha cantato il brano dal vivo insieme a Crying in the Club ai Billboard Music Award il 21 maggio 2017 e a Britain's Got Talent il 30 maggio 2017.

## Tracce
Download digitale
1. I Have Questions – 3:41

## Classifiche
| Classifica (2017) | Posizione massima |
| ----------------- | ----------------- |
| Portogallo        | 82                |
| Stati Uniti       | 124               |